# 秋重学
秋重 学（あきしげ まなぶ、1967年8月24日 - ）は日本の漫画家。山口県生まれ、千葉県出身。

## 概要
1991年に小学館の『ビッグコミックスピリッツ』で行われていた新人賞に相当する「野望大賞」をテニス漫画「エース」にて受賞。1992年に同作にて、『ビッグコミックスピリッツ』の増刊号でデビュー。以降同誌や現在は休刊となっている『ヤングサンデー』など小学館の青年誌で主に執筆活動をしている。デビューまでの4年間窪之内英策の下でアシスタントを務めていたとのこと。東映より映画化された『フライ,ダディ,フライ』など、金城一紀原作の｢ゾンビーズ」シリーズの作画も担当した。

## 作品リスト
- 『D-ASH』小学館〈ビッグコミックス〉全5巻（『ビッグコミックスピリッツ』連載）
- 『宙舞』小学館〈ビッグコミックス〉全3巻（原作：小林信也、『ビッグコミックスピリッツ』連載）
  1. 1999年4月27日発売[2]、ISBN 4-09-185321-8
  2. 1999年5月29日発売[3]、ISBN 4-09-185322-6
  3. 1999年8月30日発売[4]、ISBN 4-09-185323-4
- 『ニナライカ』、原作：川崎ぶら、河出書房新社〈九龍コミックス〉、2001年5月15日発売[5]、ISBN 4-309-72804-9
  - （新装完全版）コスミック出版〈キュンコミックス〉2006年、全2巻
    1. 2006年4月18日発売、ISBN 4774730025
    2. 2006年5月18日発売、ISBN 4774730033
- 『僕の夏は泳げずじまい』河出書房新社〈九龍コミックス〉、2001年6月13日発売[6]、ISBN 4-309-72805-7
- 『ヒドく澄んだ瞳』河出書房新社〈九龍コミックス〉、2002年2月27日発売[7]、ISBN 4-309-72815-4
- 『-學ビノ國-』小学館〈ヤングサンデーコミックス〉全4巻
  1. 2002年4月、ISBN 4-09-152691-8
  2. 2002年7月、ISBN 4-09-152692-6
  3. 2002年10月、ISBN 4-09-152693-4
  4. 2002年12月、ISBN 4-09-152694-2
- 『レヴォリューションNo.3』、原作：金城一紀、小学館〈ヤングサンデーコミックス〉全3巻 - ゾンビーズシリーズ第1作。
  1. 2004年3月、ISBN 4-09-152695-0
  2. 2004年5月、ISBN 4-09-152696-9
  3. 2004年8月、ISBN 4-09-152697-7
- 『フライ,ダディ,フライ』原作：金城一紀、小学館〈ヤングサンデーコミックス〉全2巻） - ゾンビーズシリーズ第2作[8]。
- 『愛と青春の成り立ち』小学館〈ビッグコミックス〉、2005年8月、ISBN 4-09-184567-3
- 『SPEED』、原作：金城一紀、小学館〈ヤングサンデーコミックス〉全4巻 - ゾンビーズシリーズ第3作。
  1. 2006年5月、ISBN 4-09-151084-1
  2. 2006年9月、ISBN 4-09-151119-8
  3. 2006年12月、ISBN 4-09-151144-9
  4. 2007年4月、ISBN 978-4-09-151190-4
- 『GO-ON!』小学館〈ヤングサンデーコミックス〉全4巻
  1. 2008年4月、ISBN 978-4-09-151322-9
  2. 2008年7月、ISBN 978-4-09-151364-9
  3. 2008年11月、ISBN 978-4-09-151398-4
  4. 2009年3月、ISBN 978-4-09-151425-7
- 『ANRI THE BLOOD』小学館〈ビッグコミックス〉既刊1巻
  1. 2010年1月29日発売[9]、ISBN 978-4-09-182868-2
- 『ソウルリヴァイヴァー』ヒーローズ〈ヒーローズコミックス〉全6巻（原作・構成・キャラクターデザイン：藤沢とおる、『月刊ヒーローズ』2012年1月号 - 2015年1月号）
- 『短編連愛』、原作：かないふみの、イースト・プレス、2013年7月6日発売[10]、ISBN 978-4-781609492
- 『禁猟六区』ヒーローズ〈ヒーローズコミックス〉全4巻（原作：森橋ビンゴ、『月刊ヒーローズ』2015年10月号〈前編〉・2015年11月号〈後編〉、2016年12月号 - 2018年7月号）
- 『ゼウス -神々の王-』日本文芸社〈ニチブンコミックス〉全2巻（原作：天王寺大、『週刊漫画ゴラク』8月23・30日合併号[11]〈No.2673〉 - ）
  1. 2020年2月28日発売[12][13]、ISBN 978-4-537-14205-1
  2. 2020年2月28日発売[12][14]、ISBN 978-4-537-14206-8
- 『依存白書』日本文芸社〈ニチブンコミックス〉全7巻（『マンガTOP』連載） - 6・7巻は電子書籍のみ。
  1. 2021年9月17日発売[15]、ISBN 978-4-537-14410-9
  2. 2022年2月19日発売[16]、ISBN 978-4-537-14468-0
  3. 2022年7月7日発売[17]、ISBN 978-4-537-14526-7
  4. 2022年12月19日発売[18]、ISBN 978-4-537-14584-7
  5. 2023年5月29日発売[19]、ISBN 978-4-537-14652-3
  6. 2023年9月28日配信[20]
  7. 2024年3月18日配信[21]
- 『不倫ダイアリー』日本文芸社〈ニチブンコミックス〉既刊1巻（『ゴラクエッグ』2024年4月30日[22] - 連載中）
  1. 2024年10月29日発売[23][24]、ISBN 978-4-537-14911-1